# Peintre de Darius

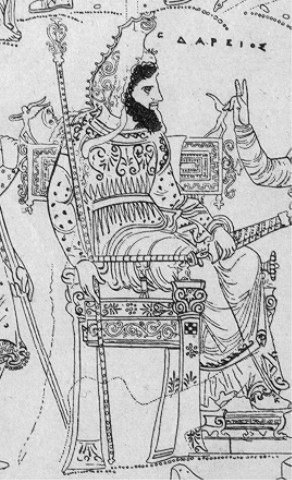
Le vase éponyme dit Cratère de Darius ou Vase des Perses, Naples, Musée archéologique national H3253

Le Peintre de Darius est un céramiste apulien ; il doit son nom au cratère à volutes de Naples H3253 retrouvé dans la nécropole de Canosa en 1851, cratère sur lequel est représenté le roi achéménide Darius Ier.

## Période d'activité
Sa période d'activité, située d'après A. D. Trendall entre 340 et  320 av. J.-C. est d'autant plus intéressante qu'elle est contemporaine des conquêtes d'Alexandre le Grand en Asie.
Beaucoup d'exégètes anciens comme contemporains pensent qu'il est un des tout premiers artistes à avoir illustré Alexandre le Grand poursuivant Darius.
Le Peintre de Darius se situe dans la lignée du Peintre de Varrese, du Peintre des situles de Dublin et du Peintre de Lycurgue.

## Thématique

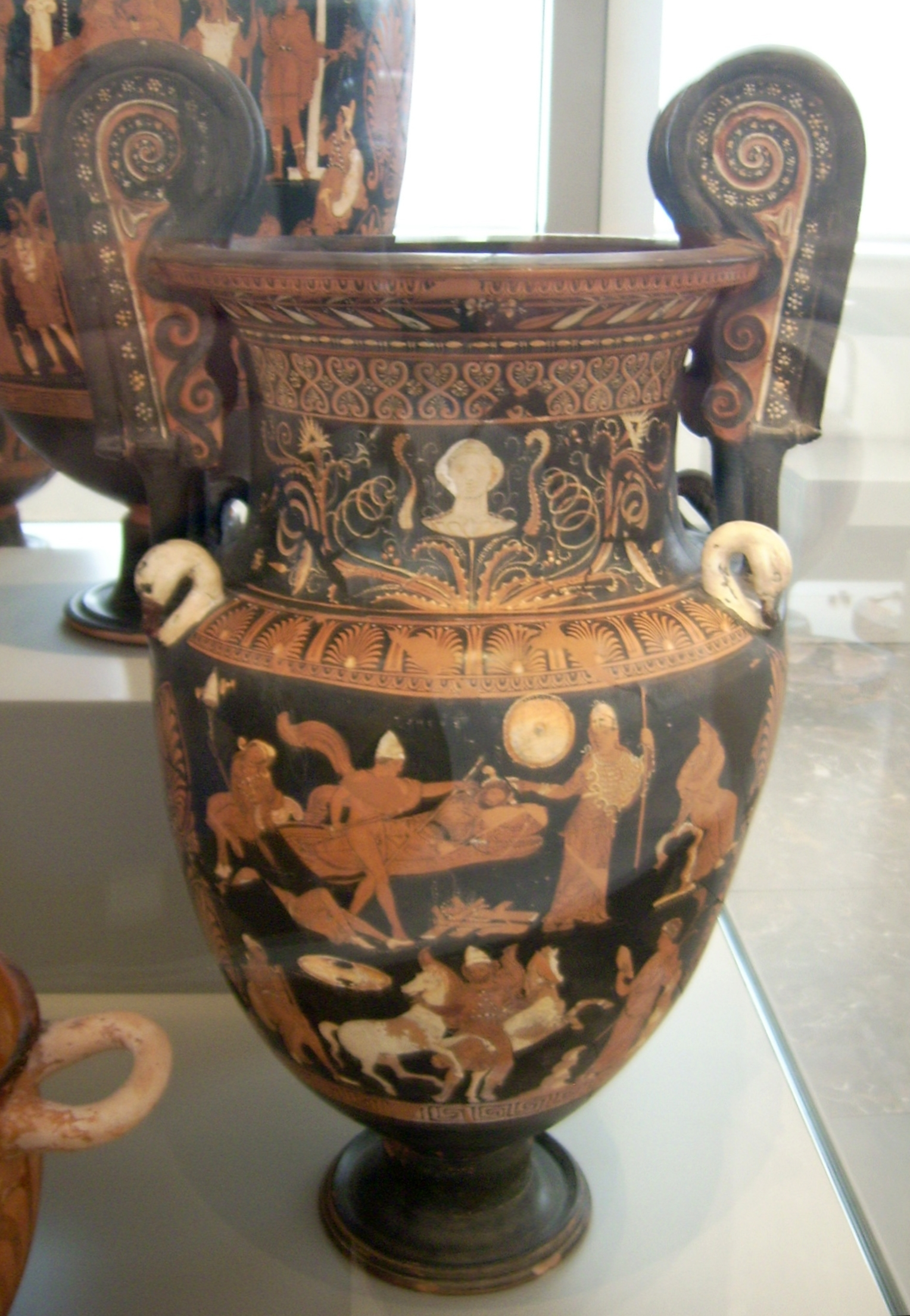
Cratère de Rhésos, Altes Museum (Inv. 1984.39)

Le répertoire mythologique du Peintre de Darius est sans aucun doute le plus large[réf. nécessaire] de toute l'histoire de la peinture sur vase (peinture à figures rouges et figures noires confondues). Certaines variantes de mythes grecs ne sont connues aujourd'hui que par ses vases (par exemple, la représentation de Médée à Eleusis, le mythe de Leucon ou encore le mythe des filles d'Anios).
L'intérêt de cet artiste pour les sujets orientaux tels la guerre de Troie, la geste de Jason, les victoires historiques des Grecs contre les Perses, suscite de nombreux questionnements surtout venant de la part d'un habitant de l'Italie du sud.
Si les vases qu'il a décorés sont produits pour une clientèle locale indigène, on comprend assez mal pourquoi il illustre à de nombreuses reprises la personnification de la Grèce victorieuse, Hellas alors que ces mêmes indigènes sont en conflit avec les Grecs d'Italie du sud.

## Caractéristiques
Comme la majorité des peintres sur vases de la fin du IVe siècle il utilise la technique de la figure rouge.
Le peintre de Darius se sert de rehauts blancs, ocre jaunes, rouges lie-de-vin mais aussi des bruns. Son art est caractérisé par des décors d'une grande richesse, des compositions subtilement organisées.
On peut reconnaître sa main par l'harmonie des proportions des corps, le dramatisme et l'expressivité des visages. Les profils et les trois-quarts sont d'autres éléments qui permettent de distinguer le peintre de ses prédécesseurs et de ses successeurs.
Nous ne connaissons pas l'étendue exacte de sa production: d'abord car toutes les tombes qui contiennent ses vases n'ont pas été trouvées et d'autre part car peu de commentateurs sont assez qualifiés pour reconnaître son style.
Le Peintre de Darius était initialement confondu avec le Peintre des Enfers mais Margott Schmidt a pu distinguer en 1960 dans son étude Der Dareiosmaler und sein Umkreis qu'il était une personnalité artistique à part entière. 
On retrouve certains des motifs décoratifs utilisés par le Peintre de Darius — notamment les rinceaux et les palmettes— à Alexandrie, en Égypte et, en Macédoine, à Vergina et Pella.
De nombreux exégètes modernes pensent voir dans son atelier la marque de l'influence macédonienne, d'autres, au contraire, pensent que ses œuvres sont antérieures à celles de Macédoine. Quoi qu'il en soit, il est la démonstration que motifs et schémas de composition voyageaient à travers la Méditerranée.